# Чемпіонат НДР з хокею 1972—1973
Чемпіонат НДР з хокею 1973 — чемпіонат НДР, чемпіоном став клуб «Динамо» (Вайсвассер) 20-й титул.

## Таблиця
| М  | Команда               | І | Пер | Н | Пор | Ш     | О  |
| -- | --------------------- | - | --- | - | --- | ----- | -- |
| 1. | «Динамо» (Вайсвассер) | 8 | 5   | 0 | 3   | 33:28 | 10 |
| 2. | СК «Динамо» (Берлін)  | 8 | 3   | 0 | 5   | 28:33 | 6  |

Скорочення: М = підсумкове місце, І = ігри, Пер = перемоги, Н = нічиї, Пор = поразки, Ш = закинуті та пропущені шайби, О = набрані очки

## Матчі
- СК «Динамо» (Берлін) — «Динамо» (Вайсвассер) 3:4
- «Динамо» (Вайсвассер) — СК «Динамо» (Берлін) 7:4
- СК «Динамо» (Берлін) — «Динамо» (Вайсвассер) 2:3
- СК «Динамо» (Берлін) — «Динамо» (Вайсвассер) 2:4
- «Динамо» (Вайсвассер) — СК «Динамо» (Берлін) 3:4
- СК «Динамо» (Берлін) — «Динамо» (Вайсвассер) 5:2
- «Динамо» (Вайсвассер) — СК «Динамо» (Берлін) 6:1
- «Динамо» (Вайсвассер) — СК «Динамо» (Берлін) 4:7